# Luís Tinoco
Luís Tinoco (16 de julho de 1969) é um compositor português que alcançou fama por obras incluindo as óperas Evil Machines (2008) e Paint Me (2010), e as cantatas Wanderings do Sonhador Solitário (2011).
Foi distinguido com o Prémio Pessoa em 2024.

## Carreira
Tinoco estudou na Escola Superior de Música de Lisboa , prosseguindo a sua formação musical na Royal Academy of Music, em Londres, e ultimamente na Universidade de Iorque , onde completou o seu doutoramento em composição. A partir de 2000, trabalhou como compositor freelancer.  Também cria e produz novos programas de rádio de música para a Antena 2 / RTP.
Tinoco é docente na sua alma mater, a Escola Superior de Música de Lisboa.

## Composições
As composições de Tinoco incluem as obras de teatro Evil Machines (2008), um projeto de teatro musical com libreto e direção do antigo integrante do grupo Monty Python Terry Jones, e a ópera de câmara Paint Me (2010), cenário de um libreto de Stephen Plaice.
Uma cantata, Wanderings do Sonhador Solitário (2011), utiliza texto de Almeida Faria.
Obras orquestrais foram encomendadas pela Radio France e pela Seattle Symphony Orchestra.
A música de Tinoco é publicada pela University of York Music Press.

## Discografia
Uma gama de trabalhos de Tinoco, incluindo música de câmara, foi disponibilizada em vários CDs:
- Em junho de 2013, a editora Naxos lançou uma gravação premier mundial de quatro obras orquestrais / vocais: Round Time , From the Depth of Distance , Search Songs e Songs From The Solitary Dreamer , interpretado pela Orquestra Gulbenkian sob o comando de David Alan Miller, com sopranos Ana Quintans, Yeree Suh e Raquel Camarinha.
- Em 2018, a editora Odradek lança a gravação das performances de "quatro orquestras internacionalmente celebradas juntas num só disco"[4] no disco The Blue Voice of the Water - works of Luís Tinoco.
- Em 2019, a editora Odradek lança o disco Archipelago , que inclui peças para ensemble de percussão, interpretadas por Drumming GP.